# Liston
Liston – wieś w Anglii, w hrabstwie Essex, w dystrykcie Braintree. W 2001 miejscowość liczyła 46 mieszkańców.